# AMX-40
Der AMX-40 ist ein französischer Kampfpanzer aus den 1980er Jahren. Einen AMX/R 40, eine Zusammenarbeit zwischen AMX und Renault, gab es bereits in den 1930er Jahren. Die geläufigere Bezeichnung dieses Fahrzeuges ist allerdings Renault ZM. 

## Geschichte
Das französische Atelier de Constuction d'Issiy-les-Moulineaux (kurz AMX) entschied 1980, einen Nachfolger für den AMX-30 zu entwickeln. Die französische Armee beschloss jedoch, dass der AMX-30 umfassenden Maßnahmen zur Kampfwertsteigerung auf den Standard B2 unterzogen werden sollte. Man wollte abwarten, bis in den 1990er Jahren schließlich der Leclerc eingeführt würde. AMX entschied sich dafür, den Panzer für den Export dennoch zu produzieren. Allerdings wurden von 1983 bis 1987 nur 4 Prototypen gefertigt.

## Technik
Der AMX-40 war ein Kampfpanzer der zweiten Generation. Wanne und Turm waren mit einer neuartigen Schichtpanzerung geschützt, die später auch beim Leclerc verwandt wurde. Der AMX wurde mit Nachtsichtmitteln (passiv) ausgestattet, um auch bei Nacht oder schlechtem Wetter voll einsatzfähig zu sein. ABC-Schutz und Klimaanlage waren obligatorisch. Mit dem Einsatz eines Schnorchels konnte der AMX-40 eine Tauchwatfahrt von bis zu 4 Metern Tiefe unternehmen. Der Kraftstofftank fasste 1.100 Liter, was eine Reichweite von 600 km ermöglichte. Wurden externe Zusatztanks mit einem Tankinhalt von 400 Litern angebracht, so steigerte sich der Fahrbereich auf insgesamt 850 km.
Hauptaugenmerk legten die Konstrukteure auf eine starke Bewaffnung. Neben der 120-mm-Glattrohrkanone wurde eine 20-mm-F2-Maschinenkanone parallel zur Achse der Hauptwaffe eingebaut. Der Kommandant verfügte zur Flugabwehr über ein turmlaffetiertes 7,62-mm-Maschinengewehr. Die Nebelwurfbecher hatten nicht nur die Funktion, durch eine Nebelwand dem Feind die Sicht auf den Panzer zu entziehen, sie waren ebenso in der Lage, eine sechsfach-Lage Splittergranaten gegen massierte Infanterie abzufeuern. Ebenfalls konnten Täuschkörper zur Abwehr und Irritation IR-gelenkter Flugkörper verschossen werden.

## Zukunft
Für den AMX-40 ist bisher noch kein Kunde gefunden worden. Zwar gab es 1987 in Saudi-Arabien einen Vergleichstest zwischen dem AMX, dem Challenger 1 und dem amerikanischen M1A1 Abrams, dabei blieb es aber. Das Werk in Roanne hat die Produktion bereits eingestellt, denn auch in Frankreich ist die Einführung des deutlich moderneren Leclerc bereits abgeschlossen.